# Der beste Papa der Welt
Der beste Papa der Welt (Arbeitstitel: Mitten in mein Leben) ist ein österreichischer Fernsehfilm aus dem Jahr 2019 von Sascha Bigler mit Oliver Mommsen, Hilde Dalik, Eva Herzig, Doris Schretzmayer, Philipp Hochmair und Hary Prinz.  Die Tragikomödie wurde im ORF am 1. Mai 2019 erstmals gezeigt. Die Erstausstrahlung im Ersten war am 13. Dezember 2019.

## Handlung
Clemens Hoffman ist ein freiheitsliebender und erfolgsverwöhnter Chirurg. Um sich vom stressigen Klinikalltag zu erholen, plant er eine Weltumseglung. Die Nachfolge ist bereits geregelt und die Koffer sind gepackt, als er erfährt, dass seine Schwester Doro bei einem Unfall ums Leben gekommen ist. Doro war alleinerziehend und hinterlässt neben Schulden auch ihre drei Kinder Kristina, Benny und Judy. Ihr letzter Wunsch war es, dass sich Clemens um seinen Neffen und die beiden Nichten kümmern soll.
Clemens nimmt daher die pubertierende Bloggerin Kristina, den introvertierten Benny und die neunmalkluge Judy bei sich auf, wobei die Situation sein berufliches wie privates Leben auf den Kopf stellt und seine Liebesbeziehung mit Langzeitfreundin Susa Turbulenzen ausgesetzt wird.
Der freiheitsliebende Egomane muss lernen, Rücksicht und Verantwortung zum Wohle der Kinder zu übernehmen, gerät immer wieder an seine Grenzen und scheitert zwischendurch an seinen neuen Aufgaben. Dabei wären Doros Schwägerin Karin Donnersberg und deren Mann Arthur an einer Adoption der Kinder interessiert. Clemens widerstrebt es allerdings, die Kinder diesen aus seiner Sicht herzlosen Menschen zu überlassen.
Er wächst an seinen Herausforderungen und entwickelt sich im Laufe der Zeit zu einem Menschen, der mitten im wirklichen Leben steht. Die Kinder erobern nach und nach sein Herz und Clemens wird vom freiheitsliebenden Single zum Familienvater, der versucht sein Bestes zu geben, um den Kindern ein liebevolles Zuhause zu bieten.

## Produktion
Die Dreharbeiten fanden vom 2. bis zum 31. Juli 2018 in Niederösterreich statt. Drehorte waren Krems an der Donau/Stein an der Donau, Mautern an der Donau und Weißenkirchen in der Wachau.
Produziert wurde der Film von der Mona Film, beteiligt waren der Österreichische Rundfunk und die ARD (ARD Degeto), unterstützt wurde die Produktion vom Land Niederösterreich und vom Fernsehfonds Austria.
Für den Ton zeichnete Thomas Szabolcs verantwortlich, für das Szenenbild Hubert Klausner, für die Kostüme Christine Ludwig und für die Maske Martin Geisler und Ines Steininger.

## Rezeption

### Kritiken
Eric Leimann befand im Weser Kurier, dass die Tragikomödie trotz ihres teilweise etwas klischeehaften Plots schöne Momente biete. Oliver Mommsen fülle die Entwicklung vom jungenhaften Karrieristen und Unabhängigkeitsfanatiker zum liebenden Ersatzvater durchaus überzeugend aus. Der mit leichtem Hang zum österreichischen „Schmäh“ gedrehte Film sei vor allem dann berührend, wenn ihr Held in arge Nöte gerate und die Maske des „Easy Goings“ als Lebensprinzip zu fallen drohe.
Tilmann P. Gangloff schrieb bei tittelbach.tv, dass das Drehbuch wie eine Kombination vieler bekannter Versatzstücke wirke, der Autor habe sie aber clever und sehr unterhaltsam zusammengesetzt. Sehenswert sei der Fernsehfilm vor allem wegen des Ensembles.

### Einschaltquote
In Deutschland sahen den Film bei Erstausstrahlung 4,83 Millionen Personen, der Marktanteil betrug 16,8 Prozent.